# المعهد التحضيري للدراسات الأدبية والعلوم الإنسانية بتونس
المعهد التحضيري للدراسات الأدبية والعلوم الإنسانية بتونس هو أحد المعاهد العليا التابع لجامعة تونس وقد أنشئ بمقتضى المنشور رقم 2002-1623 يوم 9 جويلية 2002 ويقع المعهد حذو دار المعلمين العليا في القرجاني ساحة رباط الخيل تونس 1008.

## إحصائيات
طبقا لإحصائيات 2013-2014 يدرس بالمعهد التحضيري للدراسات الأدبية والعلوم الإنسانية بتونس 443 طالبا من بينهم 365 طالبة. يبلغ عدد أساتذتها 48 أستاذ كفاءة ونخبة.

## الاختصاصات
توجد بالمعهد العديد من الاختصاصات:
- مرحلة تحضيرية لغات وآداب (فرنسية-عربية-إنقليزية)
- مرحلة تحضيرية علوم إنسانية (تاريخ-جغرافيا-فلسفة)
- مرحلة تحضيرية علوم إنسانية (تاريخ-جغرافيا-فلسفة)

## وصلات خارجية
- الموقع الرسمي للمعهد التحضيري للدراسات الأدبية والعلوم الإنسانية بتونس